# Figure géométrique (beaux-arts)
 (mars 2023).
Si vous disposez d'ouvrages ou d'articles de référence ou si vous connaissez des sites web de qualité traitant du thème abordé ici, merci de compléter l'article en donnant les références utiles à sa vérifiabilité et en les liant à la section « Notes et références ».
 (mars 2023).
Les figures géométriques sont un mode d'expression décoratif développé par les civilisations anciennes, basé sur la répétition de figures et motifs suivant un tracé géométrique propre à une iconographie identitaire.
Ces éléments se retrouvent sur divers supports tels des panneaux de bois ou des frises murales, décorant leurs demeures ; également sur les armes d'attaque et de défense, épées et boucliers ouvragés.
Le développement de ces figures est du domaine décoratif de l'ornementation.

## Symboles pré-romains

Triskèle lévogyre (exemple)

Triskèle dextrogyre (exemple)

Les figures indiquées ci-dessous (triskèle, lauburu) ont un symbolisme solaire associé à une image de rotation. 

### Figures celtes
Le triskèle (en breton, triskell ou triskel), figure formée de trois membres (jambes) en forme de spirales, est associé aux Celtes depuis l'âge du fer ; c'est aussi un symbole rencontré dès le Néolithique. 
Le sens de rotation du triskèle peut revêtir une signification différente, selon qu'il est horaire (dextrogyre) ou anti-horaire (lévogyre), et selon le contexte. 

### Croix basque

Croix basque ou Lauburu.

Les populations de l'Antiquité entre Garonne, océan Atlantique et Pyrénées, nommées en latin Aquitani (Aquitains) sont les ancêtres des Basques. Jules César et le géographe Strabon, premiers auteurs antiques (dont les œuvres nous sont parvenues) à les décrire, ont pour source commune probable Posidonios (Ier siècle avant notre ère).
La croix basque (lauburu en basque), est formée de quatre membres ou virgules, constituées chacune de trois demi-cercles (un premier haut de demi-cercle suivi d'un bas de demi-cercle, plus un deuxième bas de demi-cercle, deux fois plus grand, au bas des deux autres et les reliant).

## Figures romaines ou gréco-romaines
Parmi les documents antiques qui nous sont parvenus, les monnaies fournissent de nombreux documents importants pour l'épigraphie (étude des inscriptions antiques, textes, figures et symboles).